# باول شتاين
باول شتاين (بالإنجليزية: Paul Stein)‏ هو قاضي أسترالي وفيجي، ولد في 1939.